# OpenZaurus
 (octobre 2023).
Si vous disposez d'ouvrages ou d'articles de référence ou si vous connaissez des sites web de qualité traitant du thème abordé ici, merci de compléter l'article en donnant les références utiles à sa vérifiabilité et en les liant à la section « Notes et références ».

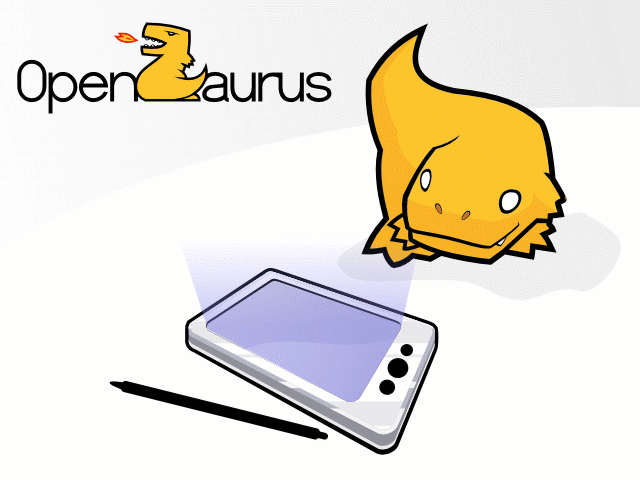
Image du projet OpenZaurus.

Le projet OpenZaurus était une image système (rom) alternative pour l'assistant personnel numérique (PDA, en anglais) Sharp Zaurus. L'objectif de ce projet était de créer un système d'exploitation (noyau + outils systèmes) qui soit plus proche des besoins de la communauté des utilisateurs de ce PDA.
Le développement de la rom est aujourd'hui arrêté au profit du projet Ångström.

OpenZaurus est un système Linux embarqué basé sur la distribution Debian tout comme d'autres distributions telles que Familiar Linux pour l'iPAQ.
Ce système est librement utilisable. Sa licence d'utilisation est la GPL.
Deux environnements graphiques sont disponibles :
- OPIE (Open Palmtop Integrated Environment)
- GPE (GPE Palmtop Environment)